# هاري جريب
هاري جريب (بالإنجليزية: Harry Greb)‏ مواليد 06 يونيو 1894 في بيتسبرغ - الوفاة 22 أكتوبر 1926 في اتلانتيك سيتي، كان ملاكم أمريكي سابق صنّف ضمن فئة الوزن الثقيل.

## إحصائيات
خاض خلال مسيرته 298 نزالا، فاز في 261 وتعادل في 19 وخسر في 17. فاز بالضربة القاضية في 48 نزالا.

## روابط خارجية
- هاري جريب على موقع بوكس ريك (الإنجليزية) (registration required)